# Tien Hau Temple
Tien Hau Temple is de oudste nog bestaande taoïstische tempel in China Town, San Francisco, Amerika. De tempel werd in 1910 gesticht op de bovenste etage van een vier verdiepingen tellend gebouw. De tempel is gewijd aan de Chinese zeegodin Tianhou. 
In mei 2010 werd het 100-jarige jubileum van de tempel gevierd door een religieuze optocht door de straten in de buurt. Daarbij werd de leeuwendans en drakendans gedaan. Ook werd er knalvuurwerk afgestoken. 